# Кајл Снајдер
Кајл Снајдер (Мериленд, 20. новембар 1995) је амерички рвач слободним стилом, и олимпијски победник. На Светском првенству за јуниоре 2013. освојио је златну медаљу, а 2013. брозану. На Панамеричким играма одржаним у Торонту освојио је златну медаљу, као и на сениорском Светском првенству у Лас Вегасу исте године. Годину дана касније, на Олимпијским играма у Рио де Жанеиру постао је олимпијски првак.